# Затока Святої Олени (ПАР)
Затока Святої Олени (афр. St. Helenabaai, англ. Saint Helena Bay) — природна бухта на атлантичному узбережжі Південно-Африканської Республіки в муніципалітеті Західний-Берег, Західнокапської провінції, приблизно за 150 км на північ від Кейптауна, ПАР.
В затоці розташоване місто Ст. Хеленабей, що отримало свою ім'я від назви бухти .

## Історія
Затока Святої Олени — місце, де восени 1497 року вперше пристали до узбережжя Африки кораблі португальської експедиції на чолі з Васко да Гама, що відкрила морський шлях до Індії. Це відбулось 7 листопада 1497 р.
Бухта була названа португальцями Затокою Св. Олени (порт. Bahia de Santa Helena) на честь Святої Олени, матері імператора Костянтина Великого. Під час зупинки португальські моряки вступили в незначну сутичку з місцевими готтенготами, внаслідок якої Да Гама був поранений списом (асенегаєм) в стегно.
В XVII столітті у затоці Св. Олени заснувала свій форпост Голландська Ост-Індійська компанія. У 1673 році, під час 2-ї Готтенготсько-голландської війни, на голландський форпост напали готтенготи на чолі з Гоннемою, що призвело до військової ескалації.

## Місто Ст. Хеленабей
Важливе риболовецьке місто з населенням 11.500 осіб.
Площа — 27 км².

## Сільське господарство
Затока Святої Єлени — важливе місце рибальського промислу. В затоці водиться велика кількість видів пелагічних риб, а також розташовано декілька рибо-переробних підприємств.

## Географія
Васко да Гама описав це міце як «тихе» і «спокійне».
Затока Святої Єлени — єдиний район уздовж західного південноафриканського західного узбережжя, де можна побачити схід сонця. Причиною є її унікальне розташування, де мис і місто на ньому дивиться на північний схід та майже на північ.
Регіон затоки Святої Єлени поділений на різні передмістя, а саме (зі сходу на захід): Ленгвіль, Вест-Пойнт, Ковен Стінберг, Ханнасбааї, Британіка-Хайтс, Харбор-Файтс, Сенді-Пойнт, БлюберріХілл, Коламбіна, Мід-Вест і вона включає сусідні міста Стомпнеусбаай та затоку Британія. Загалом затока включає вісімнадцять менших бухт.